# Turkmenització
La turkmenització és el conjunt de polítiques executades al Turkmenistan pel govern dictatorial de Saparmurat Niàzov entre el 1991 i el desembre del 2006 per a forçar les minories ètniques a adoptar la cultura turcmana. Molts dels que es van resistir a la transformació cultural impulsada per l'Estat van ser deportats al país d'origen.
Antoine Blua de Radio Free Europe va definir la turkmenització com «les polítiques del govern turcman centrades en l'educació, l'ocupació i la religió de tots els grups ètnics no turcmans presents al país».

## Polítiques d'homogeneïtzació
Segons Shukrat Babajanov i Khurmat Babadjanov del mitjà uzbek Radio Liberty, d'ençà del 1991, quan el Turkmenistan es va independitzar de la Unió Soviètica, el govern de Niàzov va acomiadar la majoria de funcionaris ètnicament diferents dels turcmans. En aquest supòsit, els funcionaris havien de demostrar que tenien tres generacions d'avantpassats turcmans per a ser contractats. Es van tancar totes les escoles de llengua russa, excepte una d'adreçada a l'elit, i el govern va passar a expulsar el rus de l'àmbit públic, incloent-hi les tanques publicitàries, i obligava a substituir-lo pel turcman en tant que llengua nacional. Es va dur a terme control social encobert per a assegurar-se que els ciutadans parlessin l'idioma turcman i es vestissin amb roba tradicional turcmana. Les dones uzbekes que proven de casar-se amb homes turcmans són deportades a l'Uzbekistan juntament amb els seus fills. Hi ha hagut casos en què als infants uzbeks a escoles turcmanes els ha estat ordenat de vestir-se amb roba turcmana i fins i tot se'ls ha sancionat amb l'expulsió. Per a Babajanov i Babadjanov, aquestes polítiques han motivat l'emigració de russos, kazakhs i uzbeks que habitaven al Turkmenistan.

## Discriminació ètnica
La regió que envolta la frontera entre el Turkmenistan i l'Uzbekistan és coneguda com «Khorezm» pels uzbeks i «Dashoguz» pels turcmans. A l'entrada de totes les mesquites i esglésies ortodoxes russes, hi havia còpies del Ruhnama de Niàzov i banderes turcmanes. Els creients estaven obligats a tocar el Ruhnama abans d'entrar a l'edifici. El 2006, el govern va substituir els imam-hatip d'ètnia uzbeka per d'altres d'ètnia turcmana a Dashoguz, on els uzbeks representen més del 50% de la població. El periodista rus Igor Rotar va afirmar: «Històricament, com en l'època soviètica, la majoria dels imam-hatip d'aquesta regió eren uzbeks. Però ara la majoria són turkmans. Això és un problema perquè els habitants uzbeks es queixen que els imams turcmans no estan ben instruïts i prefereixen que siguin uzbeks». Al districte de Köneürgenç, els imam-hatip uzbeks no tenien permís per a treballar als cementiris islàmics i llocs sagrats. Tots els sermons havien de començar amb un elogi de Niàzov. El 2003, els russos ètnics van ser acomiadats dels llocs de treball, mentre que aquells amb la doble nacionalitat russoturcmana disposaven de tres mesos per a renunciar a la ciutadania russa. Si no, s'enfrontarien a la confiscació dels seus béns i la sortida forçada del país. El 2004, els ciutadans turcmans amb estudis estrangers, inclosos els qui tenien títols de l'època soviètica d'institucions de fora de l'URSS, van ser acomiadats de la feina.